# Pseudocranae mayri
Pseudocranae mayri är en insektsart som beskrevs av Willy Adolf Theodor Ramme 1941. Pseudocranae mayri ingår i släktet Pseudocranae och familjen gräshoppor. Inga underarter finns listade i Catalogue of Life.